# Marpe (Salwey)
Die Marpe ist ein 9,1 km langer, rechter Nebenfluss der Salwey im nordrhein-westfälischen Hochsauerlandkreis, Deutschland.

## Name
Die Grundform des Flussnamens lautete *Marapa und setzte sich zusammen aus dem Suffix -apa und dem germanischen *mar(i)- mit der Bedeutung  „stehendes, versumpftes Gewässer“.

## Geographie
Die Marpe entspringt südwestlich von Obermarpe auf einer Höhe von 497 m ü. NHN. Von hier aus fließt sie überwiegend in nordöstliche Richtungen. Dabei durchfließt sie die Ortschaften Obermarpe, Niedermarpe und Kückelheim um bei Sieperting auf 317 m ü. NHN rechtsseitig in die Salwey zu münden. Der Bach fließt vollständig auf dem Gebiet der Gemeinde Eslohe (Sauerland).
Auf ihrem 9,1 km langen Weg überwindet sie einen Höhenunterschied von 180 m, was einem mittleren Sohlgefälle von 19,8 ‰ entspricht. Die Marpe entwässert ein 15,720 km² über Salwey, Wenne, Ruhr und Rhein zur Nordsee.
Der Bach befindet sich zum Teil im Landschaftsschutzgebiet Marpebach zwischen Sieperting und Kückelheim.

### Nebenflüsse
Der Marpe fließen von den Hängen der umliegenden Höhen einige, zum Teil sehr kurze Nebenflüsse zu. Die 4,2 km lange Dormecke ist dabei der wichtigste Nebenfluss. Im Folgenden werden die Nebenflüsse in der Reihenfolge von der Quelle zur Mündung genannt, die von der Bezirksregierung Köln geführt werden. Angegeben ist jeweils die orografische Lage der Mündung, die Länge, die Höhenlage der Mündung und die Gewässerkennzahl.
| Name      | Lage  | Länge in km | Mündungshöhe in m ü. NHN | GKZ      |
| --------- | ----- | ----------- | ------------------------ | -------- |
| N.N.      | links | 1,3         | 397                      | 27616822 |
| Dormecke  | links | 4,2         | 360                      | 27616824 |
| Ramscheid | links | 2,3         | 347                      | 27616826 |